# Mårdshytte kalkskog
Mårdshytte kalkskog är ett naturreservat i Lindesbergs kommun i Örebro län.
Området är naturskyddat sedan 2016 och är 21 hektar stort. Reservatet ligger öster om sjön Usken och består av kalkbarrskog med orörda granbestånd samt delvis försumpad blandskog av barrträd och vårtbjörk.